# NGC 1343
NGC 1343 est une petite galaxie spirale intermédiaire située dans la constellation de Cassiopée. NGC 1343 a été découverte par l'astronome germano-britannique William Herschel en 1787.

## Caractéristiques
Sa vitesse par rapport au fond diffus cosmologique est de 2 124 ± 6 km/s, ce qui correspond à une distance de Hubble de 31,3 ± 2,2 Mpc (∼102 millions d'al).
À ce jour, cinq mesures non basées sur le décalage vers le rouge (redshift) donnent une distance de 8,120 ± 2,241 Mpc (∼26,5 millions d'al), ce qui est loin à l'extérieur des valeurs de la distance de Hubble. Notons que c'est avec la valeur moyenne des mesures indépendantes, lorsqu'elles existent, que la base de données NASA/IPAC calcule le diamètre d'une galaxie et qu'en conséquence le diamètre de NGC 1343 pourrait être d'environ 31,6 kpc (∼103 000 al) si on utilisait la distance de Hubble pour le calculer.
La classe de luminosité de NGC 1343 est II et elle présente une large raie HI.
En raison d'une brillance de surface égale à 14,25 mag/am2, on peut qualifier NGC 1343 de galaxie à faible brillance de surface (LSB en anglais pour low surface brightness). Les galaxies LSB sont des galaxies diffuses (D) avec une brillance de surface inférieure de moins d'une magnitude à celle du ciel nocturne ambiant.

## Un disque entourant le noyau
Grâce aux observations du télescope spatial Hubble, on a détecté un disque de formation d'étoiles autour du noyau de NGC 1343. La taille de son demi-grand axe est estimée à 1970 pc (~6425 années-lumière).

## Supernova
La supernova SN 2008dv a été découverte dans NGC 1343 le 1er juillet 2008 à Yamagata au Japon par l'astronome japonais Koichi Itagaki. Cette supernova était de type Ic.